# سام باوم
سام باوم (بالإنجليزية: Sam Baum)‏ هو لاعب كرة قدم بريطاني في مركز جناح، ولد في 4 مايو 1914 في سندرلاند في المملكة المتحدة، وتوفي في 19 يونيو 2002 في بولتن في المملكة المتحدة. لعب مع بورت فايل وبولتون واندررز ونادي دارون ونادي ساوث شيلدز ‏.